# Sessão espírita

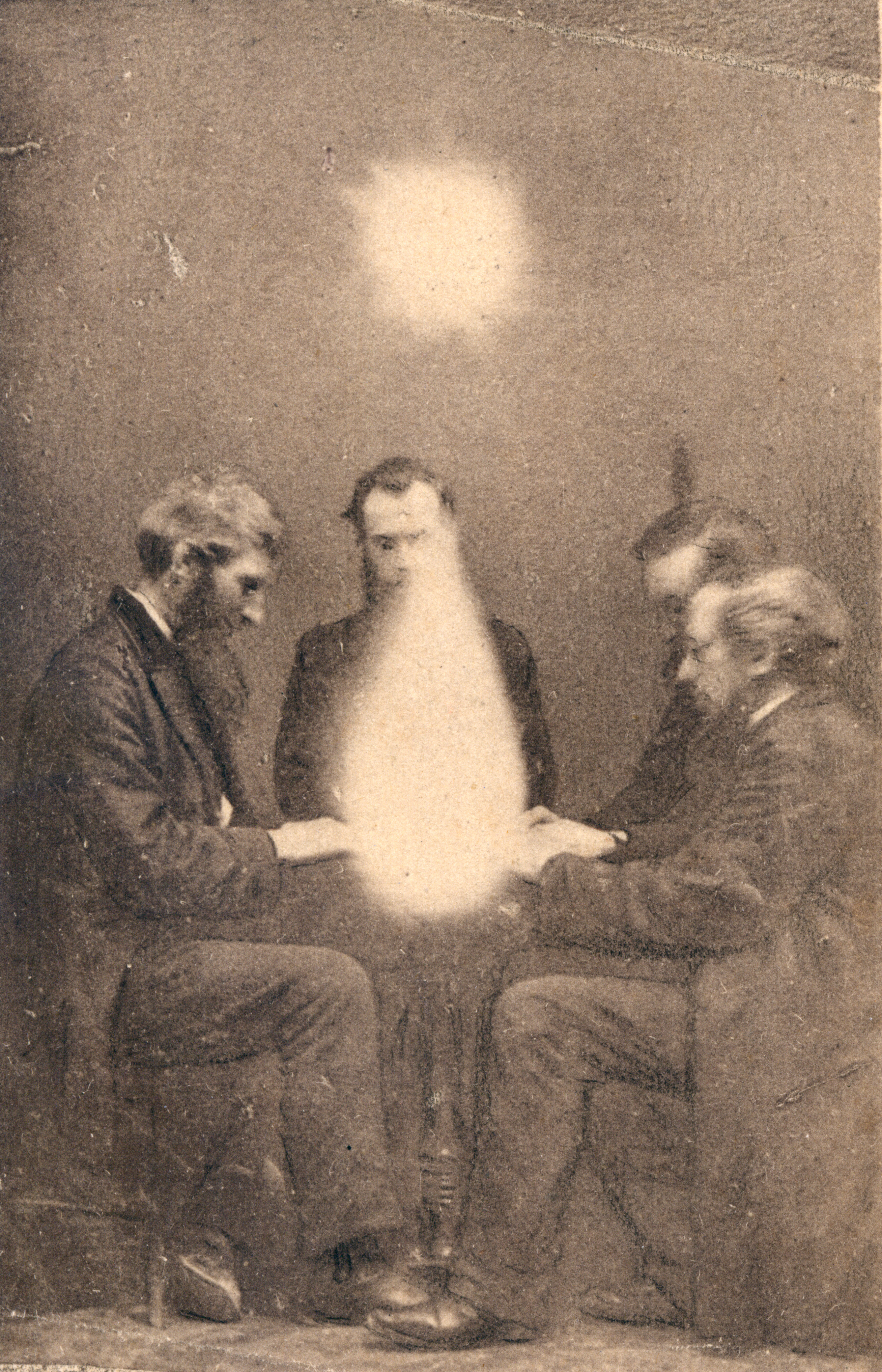
Reunião mediúnica conduzida pelo médium John Beattie em Bristol, Inglaterra, 1872

Sessão espírita, séance ou reunião mediúnica acontece quando pessoas buscam obter supostas comunicações com espíritos. No Brasil, a primeira sessão espírita registrada ocorreu em 17 de setembro de 1865, em Salvador, pelo jornalista Luís Olímpio Teles de Menezes, um dos pioneiros do Espiritismo no país.

## Reuniões mediúnicas segundo o espiritismo
Allan Kardec, em O Livro dos Médiuns, cap. 29, discorre sobre reuniões mediúnicas e centros espíritas, à época chamados de "sociedades espíritas". Ele classificou as reuniões em 3 tipos: frívolas, experimentais e instrutivas, de acordo com a moralidade e interesses dos espíritos e médiuns que participam da sessão.

## Cientistas adeptos
Entre os cientistas que pesquisaram sessões espíritas e acreditaram que entraram em contato com espíritos de falecidos através delas, incluem-se o físico Sir Oliver Lodge, o químico e físico Sir William Crookes, o co-criador da teoria da evolução Alfred Russel Wallace, o psiquiatra e criminologista Cesare Lombroso, o inventor do rádio Guglielmo Marconi, o inventor do telefone Alexander Graham Bell e o inventor da tecnologia de televisão John Logie Baird, que afirmou ter contactado o espírito do inventor Thomas Edison.

## Críticas
Citando a falta de evidências, céticos e ateus geralmente consideram as sessões espíritas, tanto as religiosas quanto as seculares, como fraudes, ou, no mínimo, uma forma piedosa de fraude.
Alguns cristãos protestantes, acreditam que os espíritos podem ser contatados, considerando interpretações literais da Bíblia. Ao mesmo tempo, defendem que a Bíblia proíbe especificamente este tipo de contato.
Os parapsicólogos católicos, como o jesuíta Carlos María de Heredia, também consideram as sessões espíritas como fraudes.

## Mediunidade
Mediunidade envolve um ato em que o praticante, denominado médium, afirma receber mensagens de pessoas mortas e de outros espíritos que ele acredita existirem. Alguns médiuns afirmam ser totalmente conscientes e despertos no contato com espíritos. Outros afirmam perder contato durante um transe parcial ou completo, em um típico estado alterado de consciência. Estes autodenominados "médiuns em transe" muitas vezes afirmam que quando retornam do estado de transe não têm lembrança das mensagens transmitidas por eles. Por isso é habitual o uso de um assistente que escreve ou registra as palavras dos médiuns.